# PAOK FC
Panthessalonikeios Athlitikos Omilos Konstantinoupoliton (Grego: Πανθεσσαλονίκειος Αθλητικός Όμιλος Κωνσταντινοπολιτών), mais conhecido como PAOK, é um clube poliesportivo da cidade grega de Salonica, fundado em 1926 por cidadãos de origem grega expulsos de Constantinopla na Turquia no princípio da década de 1920.

## História

### Fundação e anos iniciais (1926–1953)

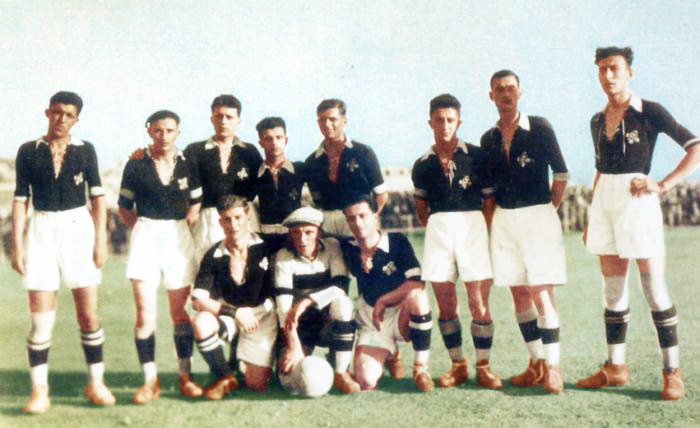
PAOK em 1926

PAOK FC é a mais velha divisão do PAOK Sports Club, o sucessor do Hermes Sports Club (em grego:  Ερμής), o qual foi fundado em 1877 pela comunidade de gregos de Pera, um distrito de Istanbul.
O clube de futebol foi fundado em  1926. Ele foi criado por constantinopolitanos que mudaram para Salônica depois da derrota da Grécia na Guerra Greco-Turca de 1919-1922.
Criado por constantinopolitanos, o novo clube não era aberto para qualquer cidadão de Salônica. Mantinha uma pequena rivalidade com o AEK Thessaloniki e o Iraklis, outro time constantinopolitano da cidade, no qual jogavam somente refugiados. O Logo original do PAOK era uma ferradura e um trevo de quatro folhas.
Finalmente os dois times se fundiram em 1929. E o atual símbolo, a águia de duas cabeças, veio desta junção. A águia simboliza as origens do clube da parte do Império Bizantino, a capital Constantinopla e o legado da população refugiada grega do Império Otomano.
O primeiro contrato profissional assinado foi em 5 de setembro de 1928. O contrato com o francês Raymond Etienne de ascendência judia do Pera Club receberia 4.000 dracmas por mês. O contrato foi assinado pelo Dr. Meletiou (presidente do PAOK) e Mr. Sakellaropoulos (Secrétario de honra).
O primeiro treinador estrangeiro do time foi o alemão Rudolph Ganser, que trabalhou no PAOK na temporada 1931–32.
Willi Sevcik, um treinador austríaco (1950–1952) que tinha vestido a camisa do clube em 1931–32, começou uma academia com jogadores jovens no clube, deixando sua marca com os talentos dos jogadores Leandros Symeonidis, Giannelos, Margaritis, Giorgos Havanidis e etc.

### Era de sucessos (1955–1985): Anos de Koudas
Em 1950, o clube ganhou a Campeonato de Tessalônica por quatro anos consecutivos. Em 1956 o novo Toumba Stadium foi aberto.

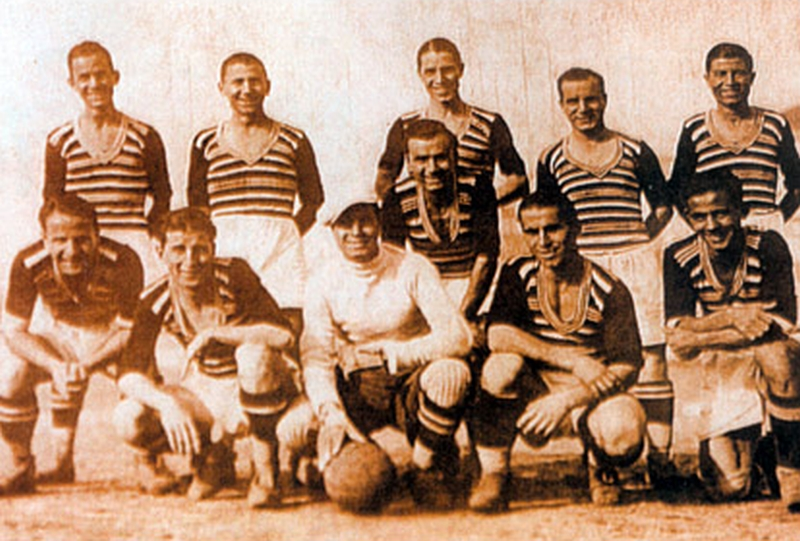
O time de 1937

Em nível europeu, o clube fez sua melhor performance, nas quartas de finais da Copa dos Campeões da UEFA em 1973-1974, na qual eles foram eliminados pelo Milan. PAOK também fez uma grande partida contra o FC Bayern München na Copa da UEFA de 1983–84, onde perdeu nos pênaltis, após um empate em dois gols
Em 2018, o clube foi indefinidamente suspenso após o presidente Ivan Savvidis entrar em campo armado durante uma partida, após o árbitro anular um gol contra o AEK Atenas.

## Elenco atual
Última atualização: 21 de maio de 2025.

## Títulos

### Ligas Regionais
| NACIONAIS | NACIONAIS        | NACIONAIS | NACIONAIS                                                               |
|           | Competição       | Títulos   | Temporadas                                                              |
| --------- | ---------------- | --------- | ----------------------------------------------------------------------- |
|           | Campeonato Grego | 4         | 1975-76, 1984-85, 2018-19 e 2023-24                                     |
|           | Copa da Grécia   | 8         | 1971-72, 1973-74, 2000-01, 2002-03, 2016-17, 2017-18, 2018-19 e 2020-21 |